# Limbenii Noi
Limbenii Noi es una comuna y localidad de Moldavia en el distrito (raión) de Glodeni.

## Geografía
Se encuentra a una altitud de 111 m s. n. m. a 163 km de la capital nacional, Chisináu.

## Demografía
En el censo 2014 el total de población de la localidad fue de 1555 habitantes.